# Dalila (nome)
Dàlila  è un nome proprio di persona italiano femminile.

## Varianti
- Varianti: Dalida[3][5]

### Varianti in altre lingue
- Catalano: Dalila[6]
- Ceco: Delíla
- Ebraico: דְּלִילָה (Delilah)[4][7][8]
- Francese: Dalila
- Greco biblico: Δαλιλα (Dalila)[4]
- Inglese: Delilah[7][9], Dalilah[9], Delila[9]
- Latino: Dalila[1][4]
- Olandese: Delila
- Polacco: Dalila
- Portoghese: Dalila
- Russo: Далила (Dalila)
- Serbo: Далила (Dalila)
- Spagnolo: Dalila[6]
- Svedese: Delila
- Ungherese: Delila

## Origine e diffusione

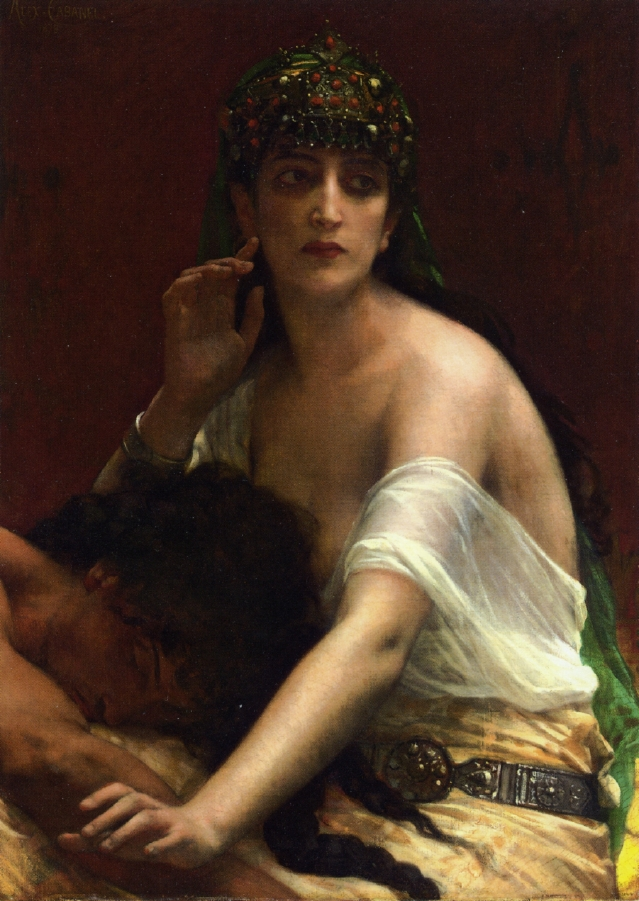
Sansone e Dalila, di Alexandre Cabanel

Deriva dal nome ebraico דְּלִילָה (Delilah), basato su una radice semitica d-l-l o dolal col senso di "languire", "vacillare", "penzolare"; il significato del nome viene interpretato in vari modi, fra cui "delicata", "debole", "amorosa", "leggera", "sottile", "dai capelli fluenti" o "dai ricci ondulati" o anche "misera", "povera", "povertà". Il nome è giunto in greco come Δαλιλα (Dalila, ma è attestato come Δαλιδα, Dalida, nella Septuaginta), passando immutato in latino e quindi in italiano.
Si tratta di un nome biblico, portato nell'Antico Testamento da Dalila, l'amante di Sansone, che tradì tagliandogli nel sonno i capelli per privarlo della sua immensa forza e consegnandolo ai filistei. La vicenda biblica è stata ripresa in molte opere, come la Samson et Dalila di Camille Saint-Saëns. Nonostante la connotazione negativa del personaggio, il nome gode di una certa diffusione; in Italia è attestato prevalentemente nel Centro-Nord, in particolare in Lombardia e Toscana; venne addirittura adottato dai puritani a partire dal XVII secolo, diffondendosi così nei paesi anglofoni (sebbene in tale lingua il nome abbia anche assunto il significato comune di "tentatrice", "donna traditrice").
Il nome "Dalida", oltre ad essere una variante dialettale di Dalila, può anche essere una ripresa del nome d'arte di Dalida, la cantante franco-italiana celebre nella seconda metà del Novecento; la diva, il cui vero nome era Iolanda Cristina Gigliotti, scelse questo pseudonimo proprio ispirandosi alla figura biblica, dopo aver visto il film Sansone e Dalila, modificandolo con il cambio di consonante.

## Onomastico
Il nome è adespota, non essendo portato da alcuna santa, pertanto l'onomastico ricade il 1º novembre, in occasione di Ognissanti.

## Persone
- Dalila, pornoattrice marocchina naturalizzata francese
- Dalila Cucchiara, cestista italiana
- Dalila Di Lazzaro, modella, attrice, scrittrice e cantante italiana
- Dalila Domizi, cestista italiana
- Dalila Jakupovič, tennista slovena
- Dalila Nesci, politica italiana
- Dalila Schiesaro, sincronetta italiana

### Varianti
- Dalida, cantante italo-francese
- Delilah DiCrescenzo, atleta statunitense
- Dalilah Muhammad, atleta statunitense

## Il nome nelle arti
- Dalilah è un personaggio della celebre raccolta di racconti Le mille e una notte.
- Delilah è un personaggio del film del 1934 Lo specchio della vita, diretto da John M. Stahl.
- Delilah Profitt è un personaggio del film del 1998 The Faculty, diretto da Robert Rodríguez.
- Delila è un personaggio del film del 2004 The Final Cut, diretto da Omar Naim.
- Delilah è un personaggio del manga God Child.
- Delilah è un personaggio della serie animata Gargoyles.
- Delilah "Dee" Tyler è un personaggio dei fumetti DC Comics, una delle donne ad aver rivestito il ruolo di Phantom Lady.
- Delilah è il titolo di una canzone dei Queen, contenuta nell'album Innuendo.
- Delilah è il titolo di una canzone del duo The Dresden Dolls, contenuta nell'album Yes, Virginia....
- Delilah è il titolo di un singolo di Tom Jones.
- Hey There Delilah è il titolo di un singolo dei Plain White T's.
- Modern Day Delilah è il titolo di un singolo dei Kiss.
- Delilah è il titolo di una canzone di Florence and The Machine, tratta dall'album How Big, How Blue, How Beautiful.

## Toponimi
- 560 Delila è un asteroide della fascia principale, che prende il nome dalla figura biblica.
- Dalilah è un cratere di Encelado, così chiamato in onore di un personaggio de Le mille e una notte.